# WM-data
WM-data була шведською ІТ-консалтинговою компанією, що базувалася в Стокгольмі, і була повністю інкорпорована компанією Logica 27 лютого 2008 року. Компанія котирувалася на Стокгольмській фондовій біржі (SSE) як член списку А, але після придбання LogicaCMG WM-data була декотирована. Компанія працювала в скандинавських країнах, включаючи Швецію, Норвегію, Данію та Фінляндію, і налічувала близько 9 000 співробітників. В Естонії та Польщі також були місцеві офіси, які зараз є офісами Logica. У 2005 році оборот компанії склав 10 мільярдів шведських крон (1,4 мільярда доларів США; 1,1 мільярда євро).

## Історія
WM-data була заснована Тордом Вілкне та Гансом Меллстремом (W та M у назві компанії) у 1969 році у Стокгольмі, Швеція. У 2008 році компанія була однією з провідних ІТ-компаній Швеції та мала регіональні офіси в багатьох містах Північних країн. Компанія пропонувала комплексні рішення в галузях, пов'язаних з ІТ. Вона була розділена на три підрозділи: брендинг, спеціалізовані та інфраструктурні, де основними сферами діяльності були вторинний сектор промисловості, торгівля та логістика, банки, фінанси та страхування, телекомунікації, державний сектор, медицина та охорона здоров'я, а також комунальне господарство. У 2006 році компанія була придбана компанією Logica PLC.

## Ринок
Основним ринком збуту компанії були країни Північної Європи, а основними клієнтами — великі компанії та організації. На шведську філію припадало близько 65 % обороту, на Данію — 15 %, на Норвегію та Фінляндію — близько 10 %.

## Придбання
У травні 2005 року WM-data придбала підприємства Atos Origin у Швеції та Норвегії приблизно за 1,33 мільярда шведських крон. Сторони також уклали угоду про альянс підприємств для зміцнення майбутньої співпраці.
У серпні 2006 року британська LogicaCMG оголосила про свою пропозицію придбати весь акціонерний капітал WM-data. Пізніше, у жовтні, WM-data стала дочірньою компанією LogicaCMG після того, як 85 % акціонерів погодилися продати свої акції. На той час скандинавський регіон становив 23 % обороту групи та був найбільшим географічним регіоном.